# SN 1950F
SN 1950F – supernowa odkryta 18 lutego 1950 roku w galaktyce UGC 8995 (MCG +02-36-31). W momencie odkrycia miała maksymalną jasność 16,20m.